# وستاویا هیلز (آلاباما)
وستاویا هیلز (به انگلیسی: Vestavia Hills) شهرکی در شهرستان شلبی ایالت آلاباما است که مساحت آن ۵۰٫۸۳ کیلومترمربع است و در سرشماری سال ۲۰۱۰ میلادی، ۳۴٬۰۳۳ نفر جمعیت داشته و تراکم جمعیتی آن، ۶۶۹٫۵۵ نفر در کیلومترمربع بوده است.